# Echternach
Echternach (en luxemburgués: Iechternach) es una comuna con estatus de ciudad en el Cantón de Echternach, que es parte del distrito Grevenmacher, localizado al este de Luxemburgo. Echternach se encuentra cerca a la frontera de Alemania, y es la población más antigua de Luxemburgo. Tiene actualmente 4610 habitantes. 
El pintoresco pueblo, todavía rodeado por sus paredes medievales con torres, fue gravemente dañado en la Segunda Guerra Mundial y ha sido minuciosamente restaurado; y es sede del Festival Internacional de Música  desde 1975. Hay dos iglesias en Echternach. La más grande es la basílica de la abadía de Willibrord (ahora una escuela),  rodeada por la abadía del siglo XVIII y que se encuentra en el centro histórico y cultural del pueblo. La otra es la parroquia de San Pedro y San Pablo.
En el año 2008 Echternach obtuvo la distinción EDEN, que otorga la Comisión Europea, a uno de los veinte «Mejores destinos de turismo y el patrimonio intangible local».

## Historia

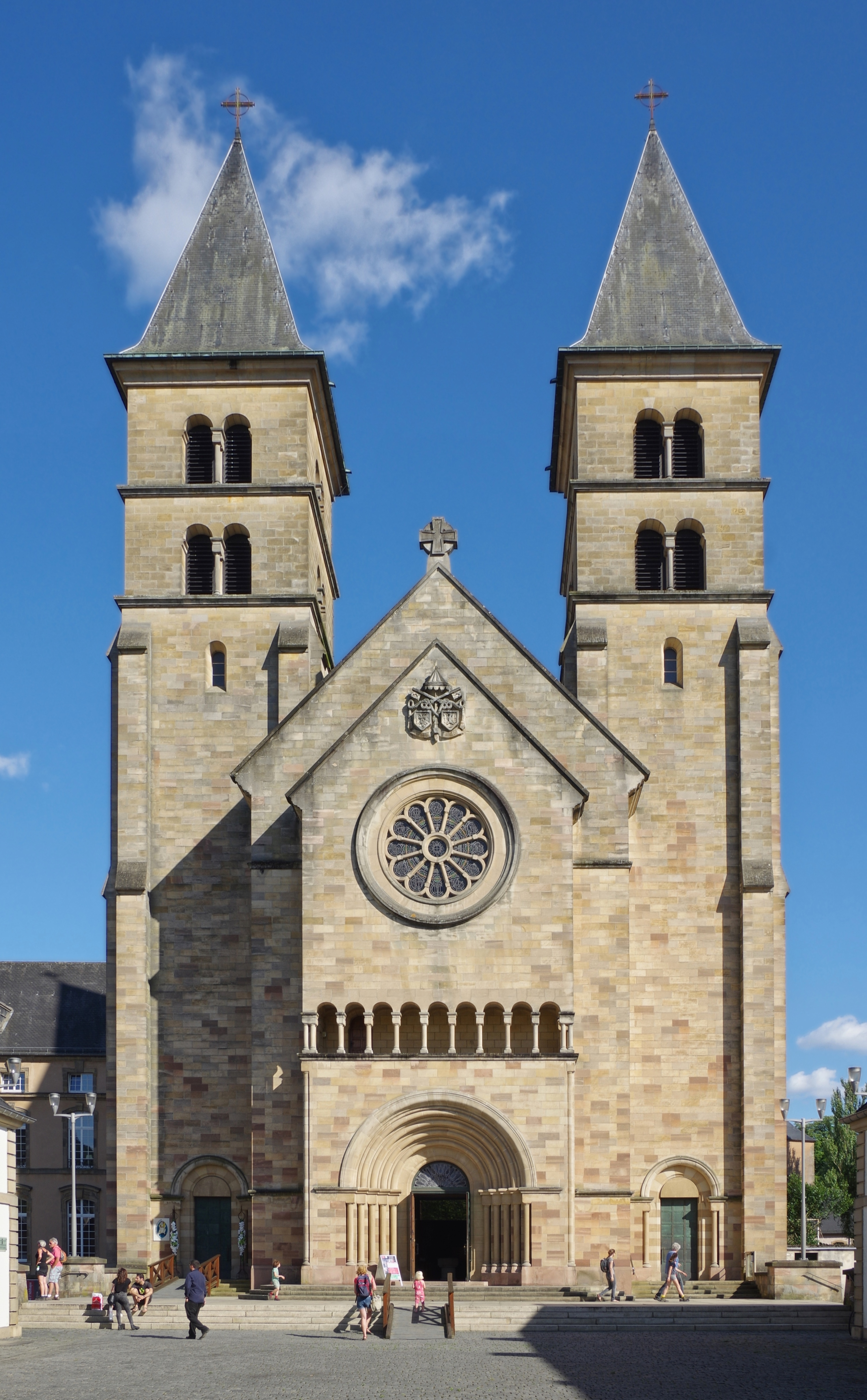
Basílica en Echternach.

Creció en los alrededores de la abadía de Echternach, que fue fundada en 698 por San Willibrord, un monje inglés de Ripon, quien se convirtió en el primer obispo de Utrecht y trabajó para cristianizar a los frisios. Como obispo, dirigió el monasterio como abad hasta su muerte en 739. Es en su honor que las procesión danzada se lleva a cabo anualmente en Martes de Pentecostés. Este es el único baile como tal, de la región; había uno en el Monte San Jean en Dudelange.
El río Sauer que fluye a través del pueblo, ahora forma la frontera entre Luxemburgo y Alemania, pero en el Imperio Romano tardío y bajo los merovingios era un terreno malsano. La villa romana de Echternach (sus restos se redescubrieron en 1975) que fue parte de la sede de Tréveris (ahora en Alemania) fue entregada a Willibord por Irmina, hija de Dagoberto II, rey de los francos. Otras partes de la herencia Merovingio-romana fueron entregadas por Pepin a la abadía.
Echternach continuó teniendo patrocinio de la casa de Carlomagno. Aunque los monjes fueron desplazados de sus cánones seculares por el obispo de Trier, 859 - 971, y los edificios de Willibord se incendiaron en 1017, la basílica romana con torres simétricas aún aloja su tumba en su cripta. Como la abadía, con su famosa y floreciente biblioteca y scriptorium, el pueblo de Echternach se formó alrededor de las paredes externas de la abadía y le fue otorgado un estatus de ciudad en 1236. La abadía fue reconstruida en un atractivo estilo barroco en 1737. Los monjes fueron dispersos en 1797, y los contenidos de la abadía y de su famosa biblioteca fueron subastados. Algunos de los antiguos manuscritos de la abadía se encuentra en la Biblioteca Nacional de París. Una fábrica de porcelana fue establecida en la abadía, y el pueblo decayó, hasta que el tren atrajo turistas.